# Wahnfried

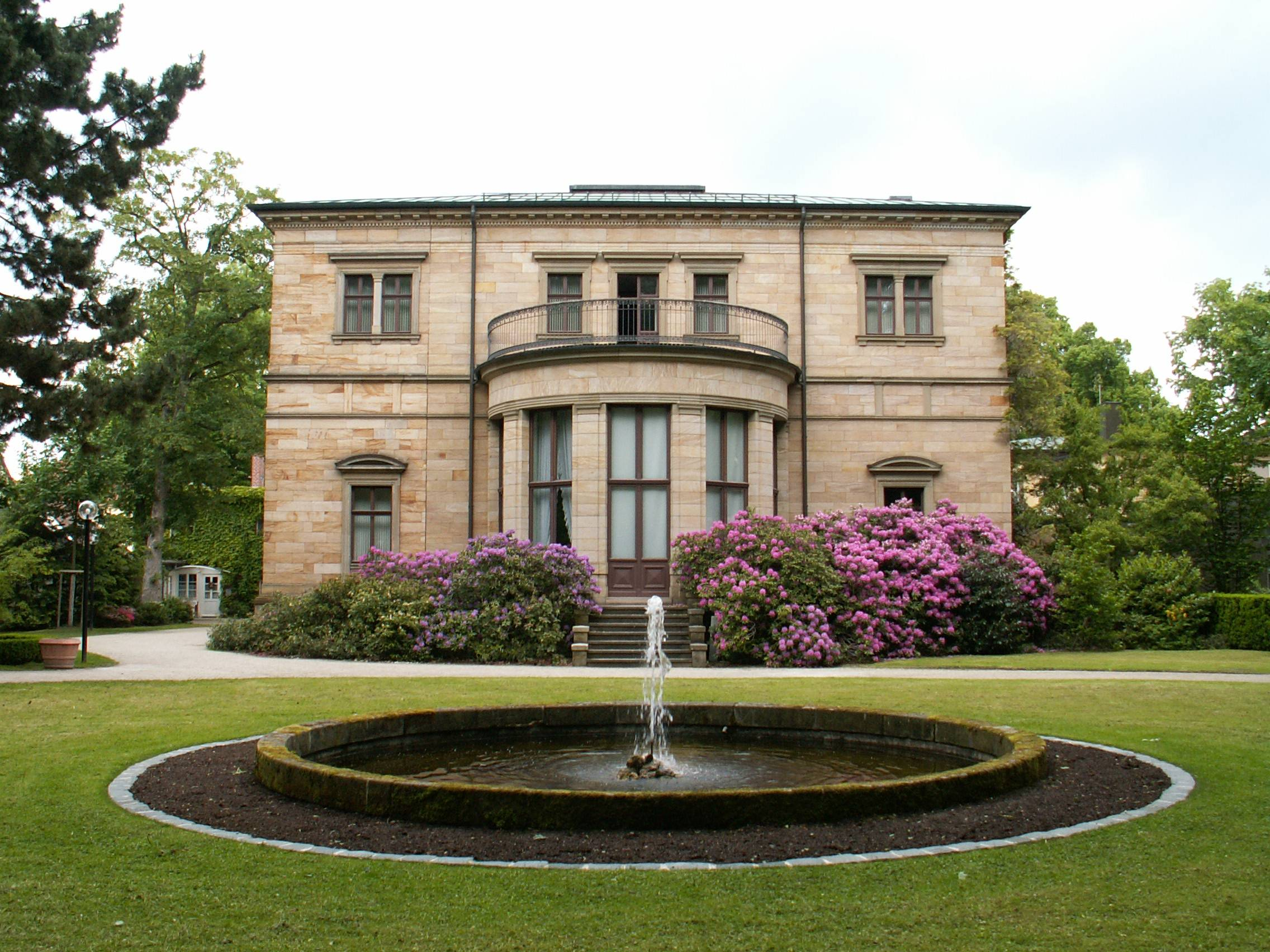
Az épület hátsó oldala

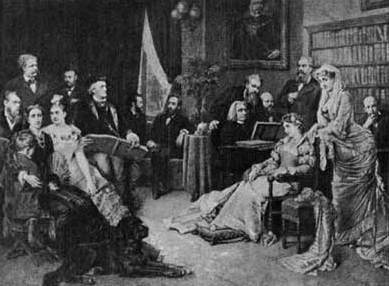
Richard Wagner a Wahnfriedben, a zongoránál Liszt Ferenc (Georg Papperitz festménye)

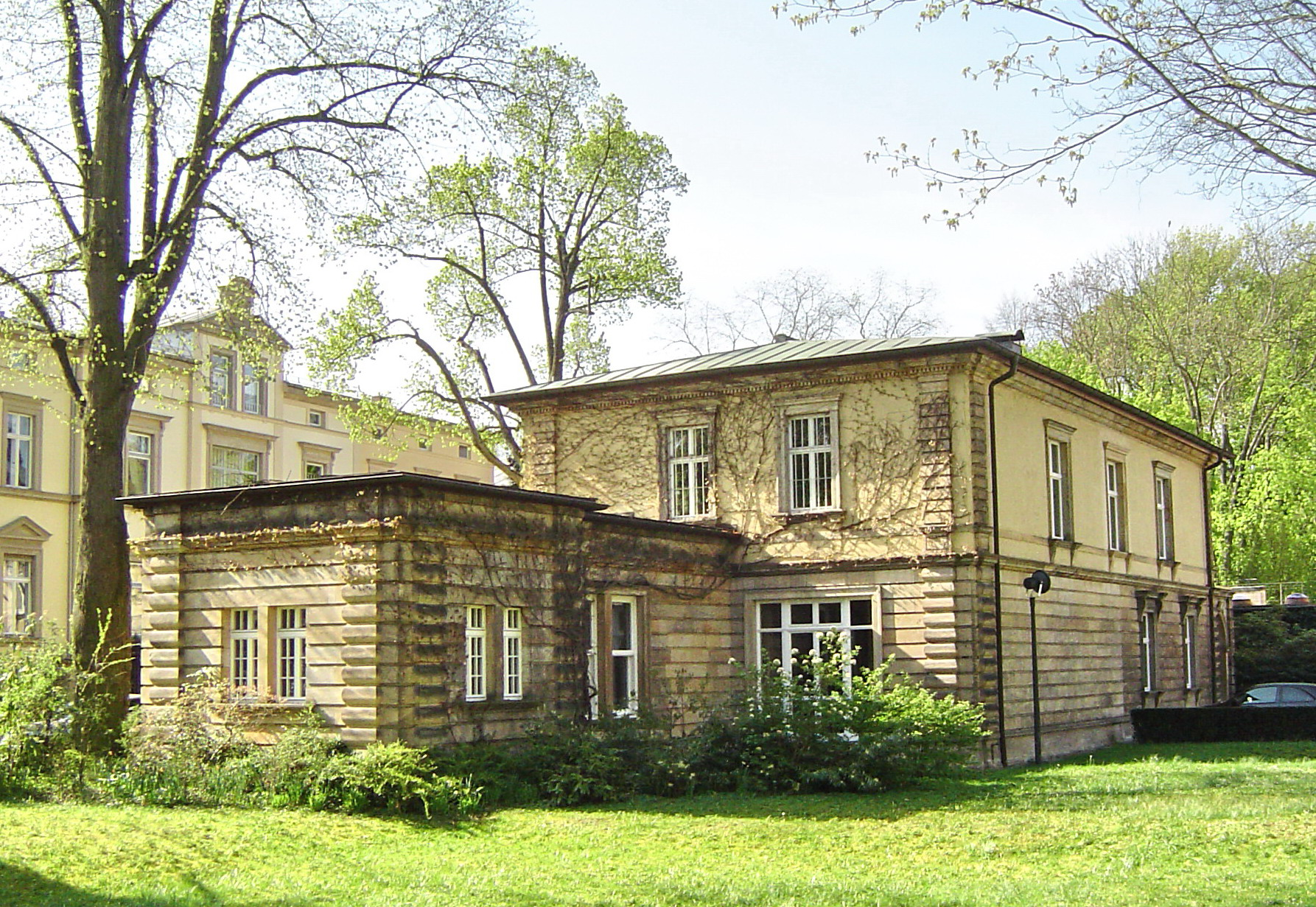
A Siegfried Wagner-ház 2007-ben

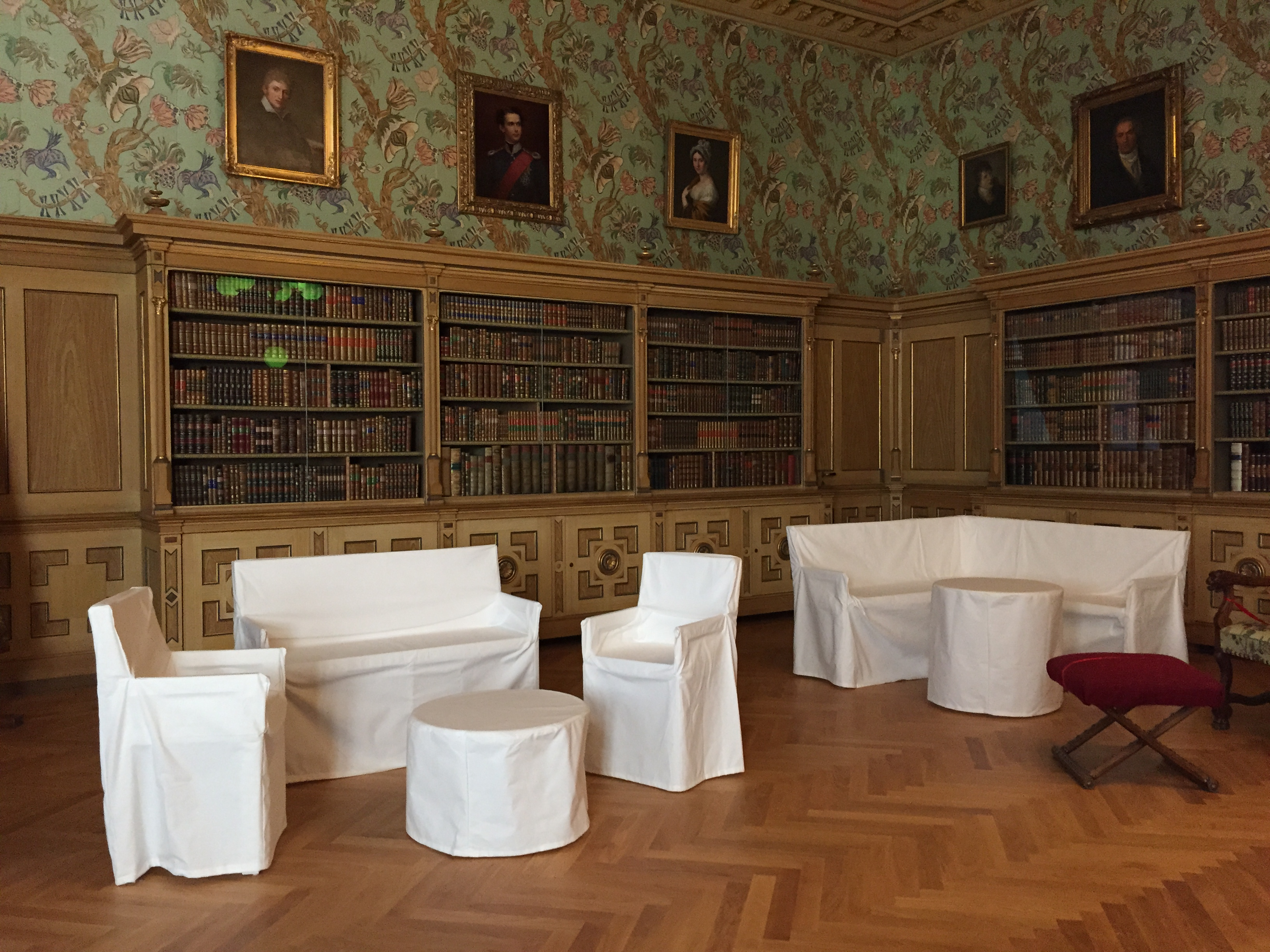
A nagyterem Wagner könyvtárával

A Wahnfried (Haus Wahnfried, Wahnfried-villa) megépítésétől 1973-ig Richard Wagner és családja otthonaként szolgált, egyúttal a Wagner-fesztivál (Bayreuthi Ünnepi Játékok) szíve és irányítóközpontja is volt. Wagner első és egyetlen saját otthona nevét a zeneszerzőtől kapta, a német ’őrület’ (Wahn) és ’béke’ (Friede) szóösszetételből. 1976 óta a Bayreuthi Richard Wagner Múzeum látogatható itt, mely a tekintélyes Wagner-hagyatékot őrzi. Az épület 1872 és 1874 között épült fel Richard Wagner elképzelései alapján, a klasszicista családi villa, a Wahnfried, Bayreuth városa déli részén elterülő őrgrófi Hofgarten park szélén áll. Az épület kertjében van Richard Wagner és felesége, Cosima Wagner eltemetve.

## Épület
A háromszárnyú épület kialakításában Wagner elutasított minden luxust. A Wahnfried földszintje két nagy, reprezentatív helyiségből, a hallból és a nagyteremből áll. A nagyteremben található Wagner könyvtára, és itt áll az 1876-ból származó Steinway zongora, William Steinway ajándéka a Bayreuthi Ünnepi Játékok megnyitása alkalmából. A zongora – melyen Liszt is játszott – kora ellenére ma is koncertezésre alkalmas állapotban áll. A földszint további részein vannak a vendégszobák, és egy egyszerű falépcső vezet fel az emeleten levő családi lakrészekhez, gyerekszobákhoz, Wagner és Cosima háló- és dolgozószobájához.  

## Története
A Wahnfried nagyrészt II. Lajos bajor király ajándékából épült, aki 25 000 tallér összegig támogatta Richard Wagnert az építési terület megvásárlásában, és a villa megépítésében. II. Lajos mellszobra a ház előtt kapott helyet. Az építkezés 1872-ben kezdődött és 1874-ben fejeződött be, Wagner feleségével, Cosimával és gyermekeivel Danielával, Blandine-nel, Izoldával, Évával és Siegfrieddel április 28-án költözött be.  A zeneszerző itt fejezte be Az istenek alkonya  c. operáját és dolgozott a Parsifalon. Wagner a bayreuthi klíma miatt többször hónapokat töltött Velencében, ahol 1883-ban hunyt el. A zeneszerzőt a kertben temették el 1883-ban, és itt nyugszik az 1930-ban Bayreuthban elhunyt özvegye, Cosima Wagner is. A Wahnfrieddel szemben levő épületben (jelenleg Wahnfriedstraße 9) halt meg Liszt Ferenc 1886-ban, a házon ezt emléktábla jelzi, 1993 óta Franz-Liszt-Museumnak ad otthont.
A villa keleti oldalán álló melléképületet, melyet a zeneszerző már 1879-ben bővíteni akart, Siegfried Wagner 1894-ben neoklasszicista stílusú kis villává bővítette, emeletet építtetett rá, és saját otthonát ott alakította ki. 
Siegfried Wagner és Cosima 1930-ban bekövetkezett halála után a villa életét Siegfried Wagner angol származású özvegye, a náci vezetéssel szoros kapcsolatot tartó Winifred Wagner irányította. Először 1923-ban volt Hitler a villa vendége, aki 1936 és 1938 között az Ünnepi Játékok alatt a Siegfried Wagner-házban is szállt meg. 1945. április 5-én egy Bayreuthot ért légitámadás során a Wahnfried-villa délkeleti része, a szalon, a hozzátartozó rotunda, az efölötti emeleti részek súlyosan sérültek. 1949 után a zeneszerző unokája, Wieland Wagner feleségével és négy gyerekével a Wahnfried-villa lakható nyugati részébe visszaköltözött, majd a keleti szárnyat is – nem az eredeti terveket követve – helyreállították. A Siegfried Wagner-ház 1957-ig amerikai katonai parancsnokság és tisztikaszinó volt, majd miután Winifred Wagner visszatért Bayreuthba, élt itt haláláig, 1980-ig.  Wieland Wagner 1966-ban bekövetkezett halála után özvegye kénytelen volt a Wahnfried-villából kiköltözni.
A Wahnfried-villa 1973-ig állt a Wagner-család tulajdonában.

## Múzeum
Az 1973. május 1-én létrejött Richard Wagner Alapítvány tulajdonába került Wahnfried-villát Bayreuth városának adományozta, a város múzeum felállítása céljára pedig az alapítvány rendelkezésére bocsátotta azt. A második világháborúban félig lerombolt és az idők során elhanyagolódott épületet eredeti formájában felújították, így a rotundát, a szalont, a vendégszobákat, majd a Bayreuthi Richard Wagner Múzeum 1976. július 24-én hivatalosan is megnyithatta kapuit. 
A múzeum őrzi Richard Wagner több mint 2500 kötetből álló könyvtárát, a hagyaték legértékesebb része nyolc opera eredeti partitúrája, kompozíciós és zenekari változatok, szerzői utasítások; mintegy 1500 levél, melyeket a zeneszerző és majd 10 000, melyeket Cosima Wagner írt. Itt őrzik R. Wagner és II. Lajos bajor király levelezését is. A teljes Richard Wagner és Cosima Wagner hagyatékon túl a múzeumi anyag Siegfried Wagner művészi hagyatékát is tartalmazza.
Az egykori Siegfried Wagner-házat a múzeum a család történetének árnyékos időszakának, a nácikkal való kapcsolatnak a bemutatására szentelte.
2013 és 2015 között 20 millió euró költségből a múzeumot újra felújították, bővítették és átalakították, 2015 július 24-én hároméves bezárás után nyílt újra. Az átalakításkor az 1930-as években a telekhez Winifred Wagner által vásárolt részen egy modern múzeumépületet húztak fel, így a múzeum jelenleg három épületből áll: Wahnfried-villa, Siegfried Wagner-ház, és az új épület.

## Képgaléria

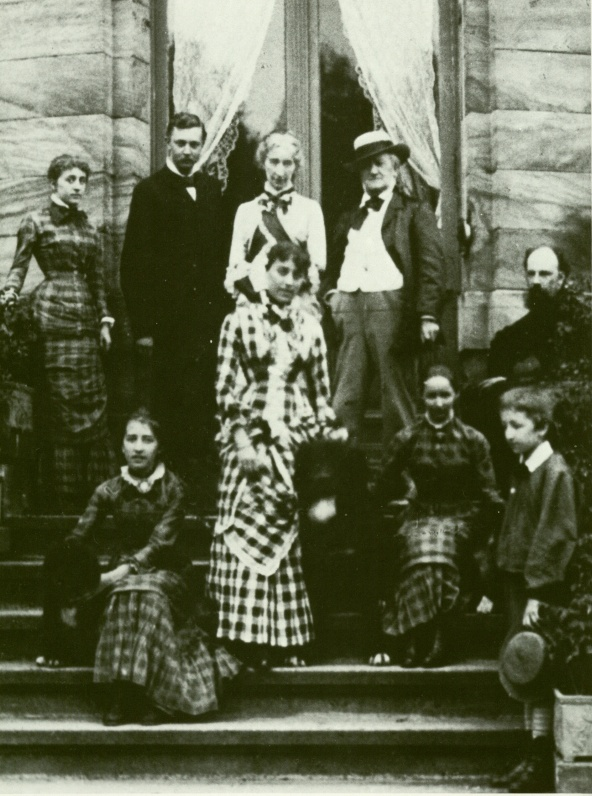
A Wagner-család a Wahnfried előtt 1881-ben
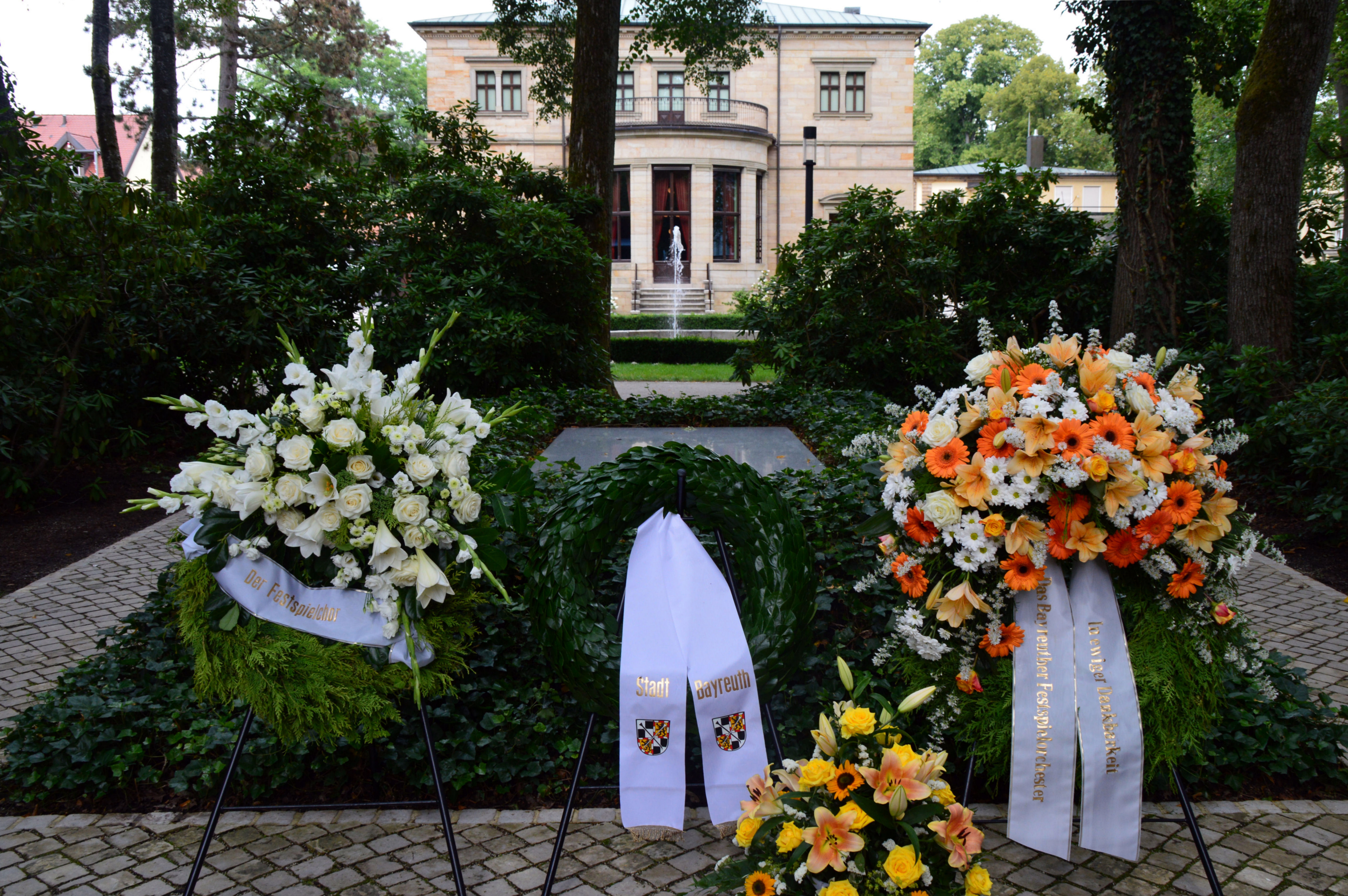
Richard Wagner sírja a villa kertjében
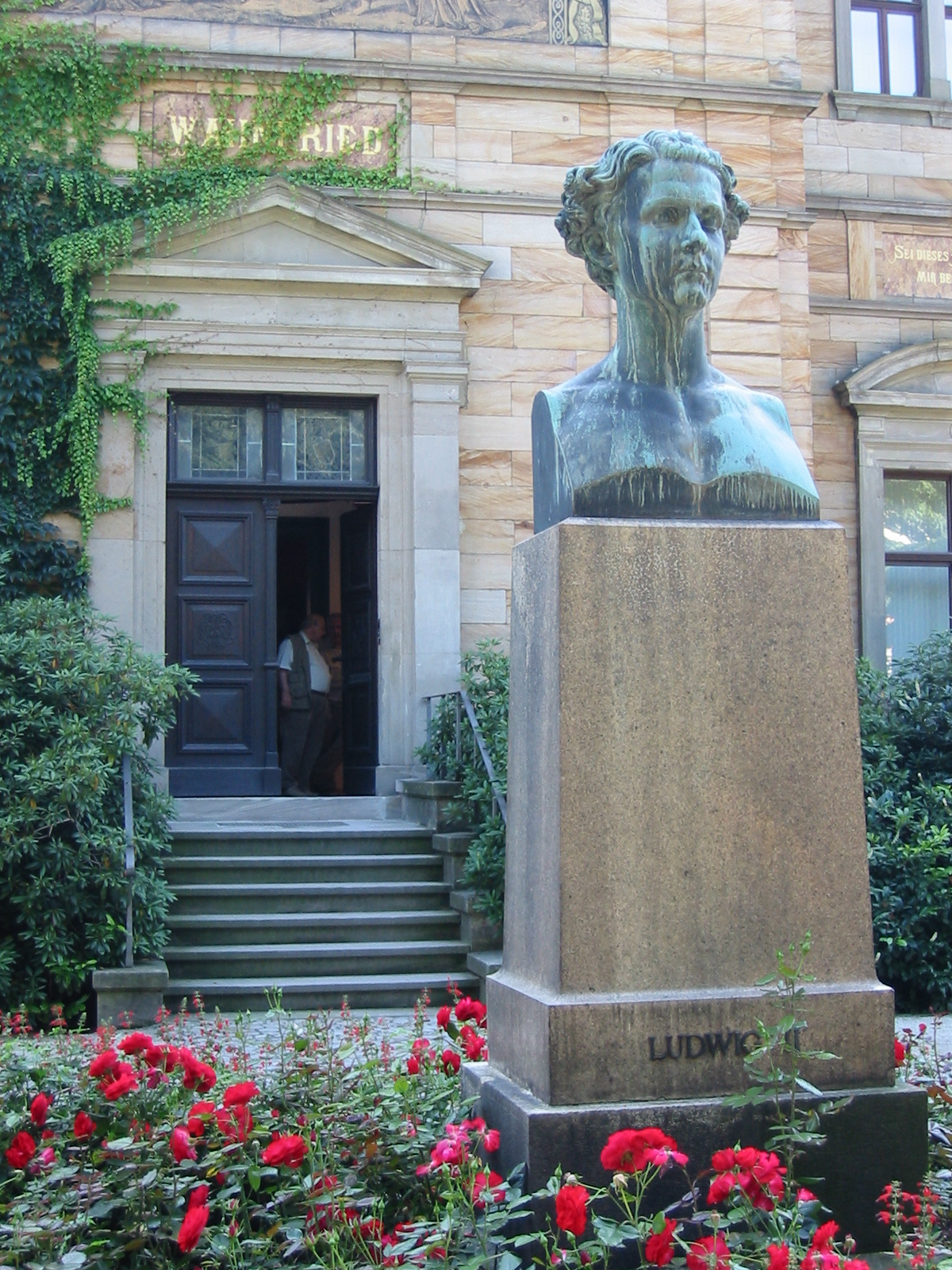
II. Lajos bajor király bronzszobra az épület előtt (Caspar Zumbusch, 1875)
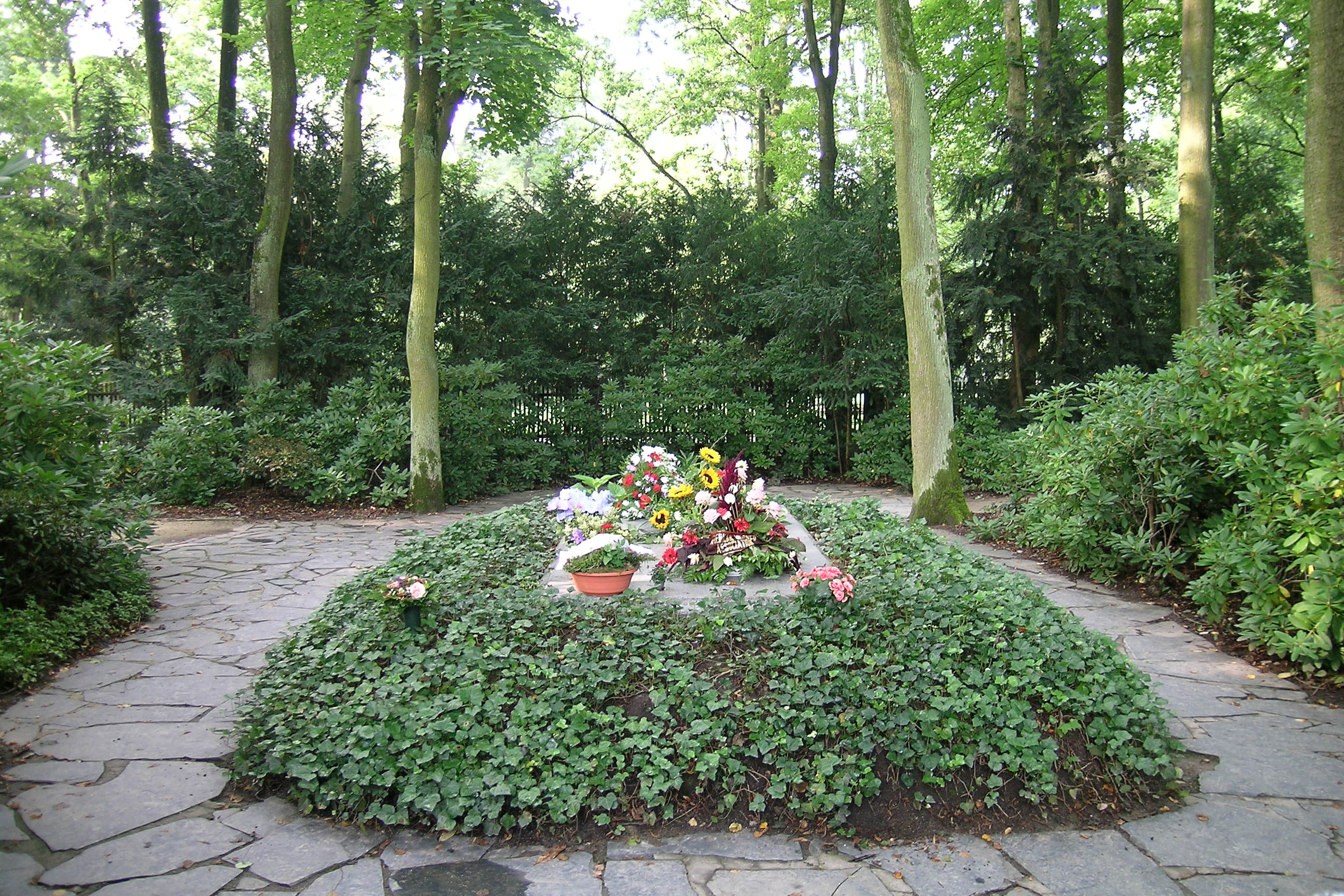
Cosima sírja a villa kertjében

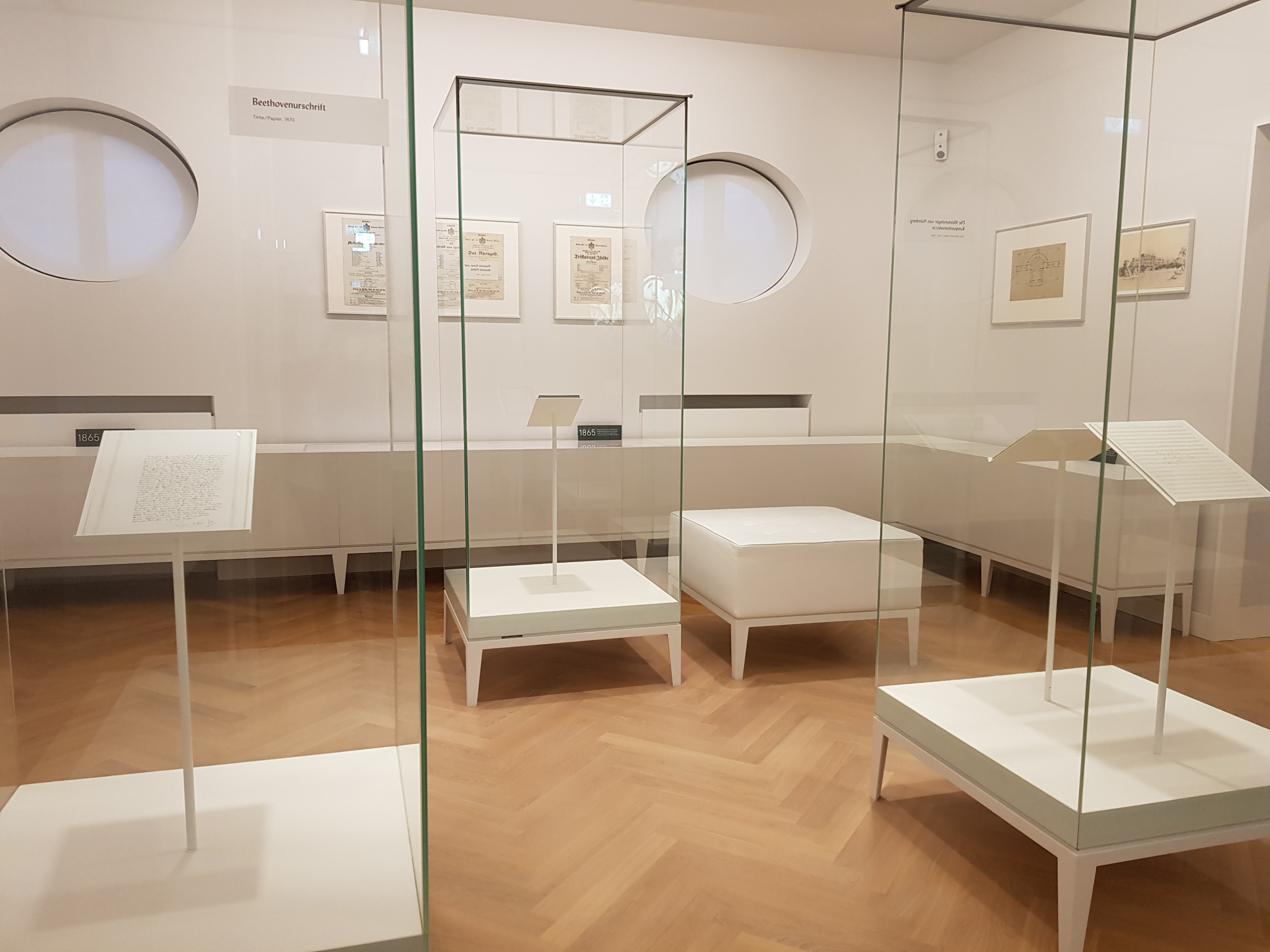
Az új épület egyik kiállítóterme
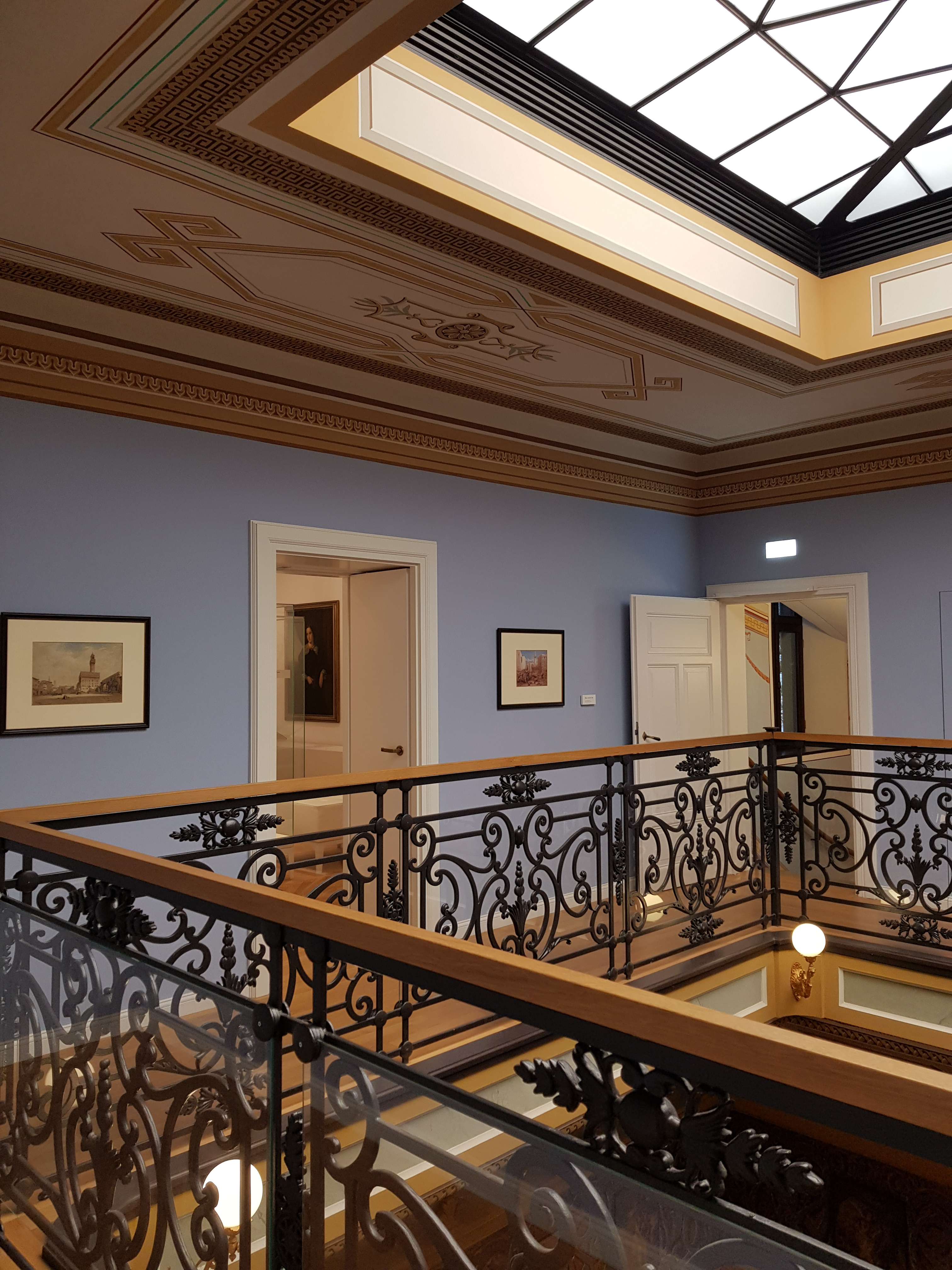
A Wahnfried emeleti része – eredetileg a családi lakrészek
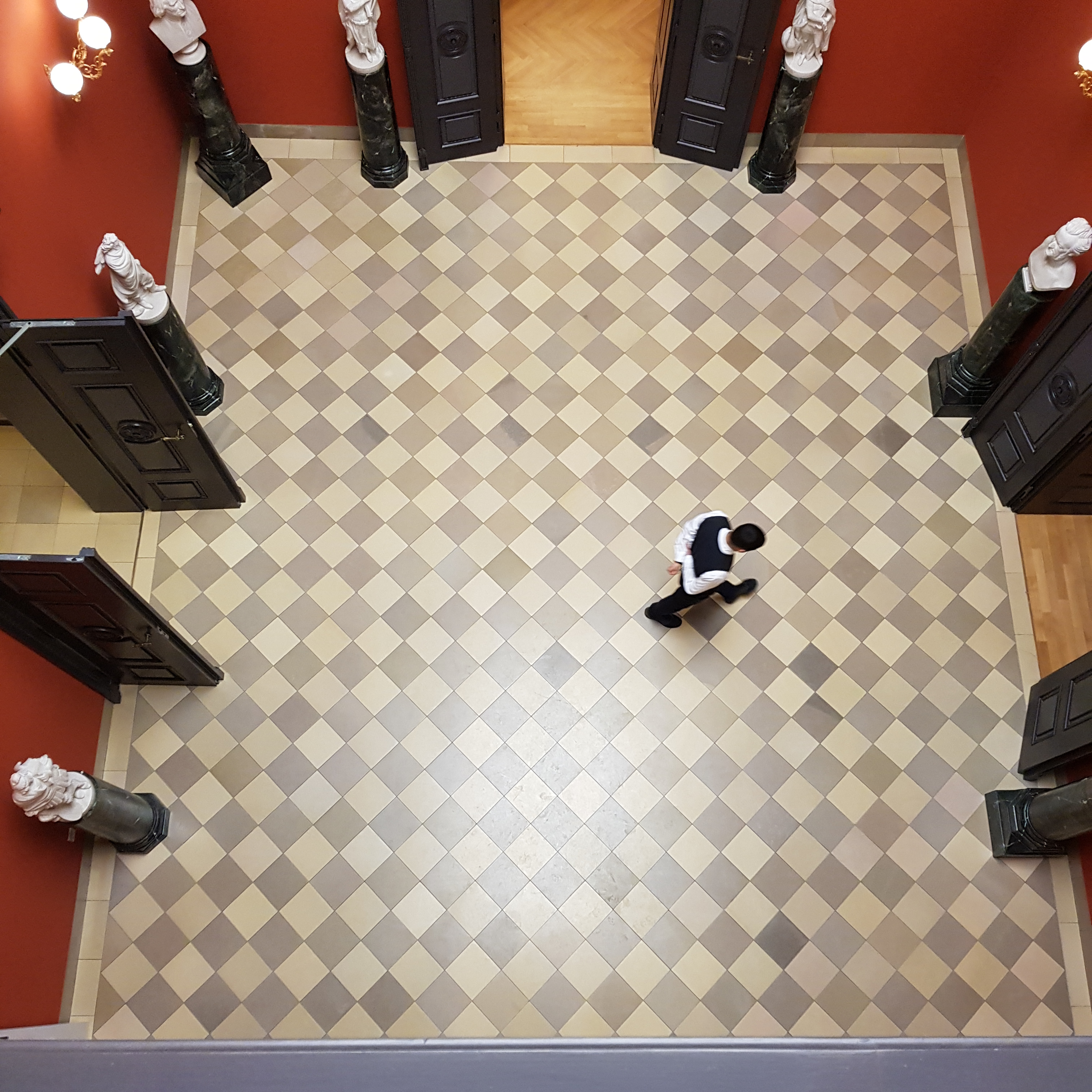
A Wahnfried bejárata felülről

## További információ
- Bayreuthi Richard Wagner Múzeum honlapja